# Bildkarte

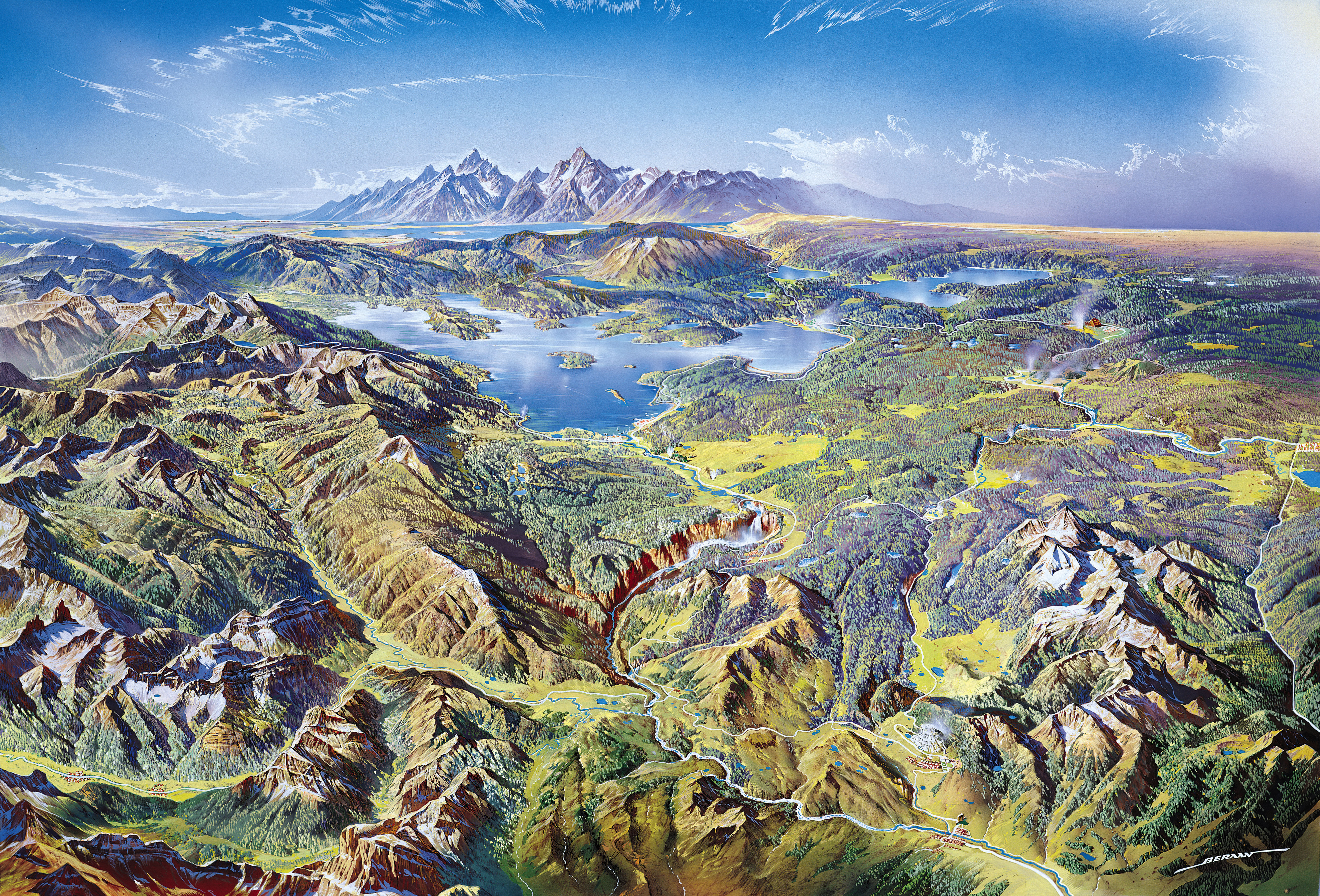
Panoramakarte des Yellowstone von Norden aus gesehen von Heinrich C. Berann

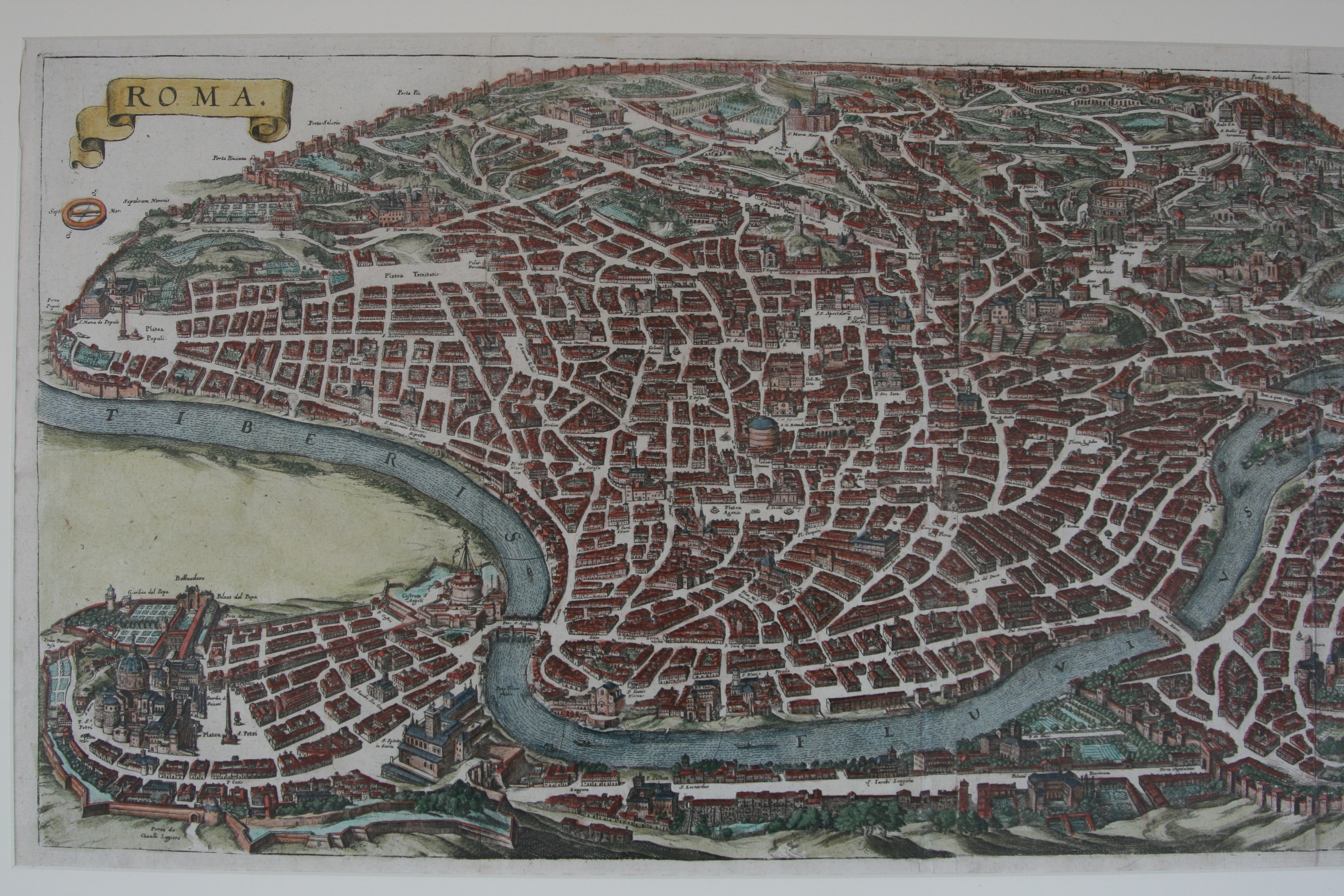
Bildstadtplan von Rom (1688)

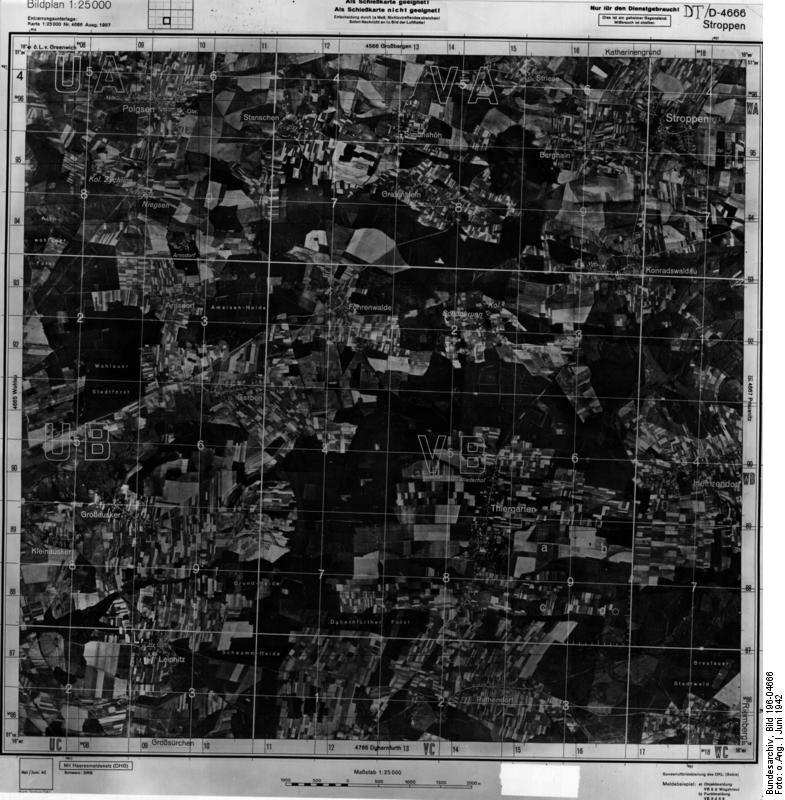
Luftbildplanwerk des Deutschen Reiches, Bildplan Stroppen, 1:25000

Als Bildkarte werden folgende kartografische Darstellungen bezeichnet:
- Luft-, Satelliten- und Radarbildkarten: Bildaufnahmen, die entzerrt und graphisch mit topographischen Inhalten (z. B. Verkehrsnetz, Höhenlinien) und Text versehen wurden.
- Panoramakarten mit luftbildähnlicher Wirkung, meist in vogelperspektivischer Schrägansicht gezeichnet. Diese werden oft als anschauliche Übersicht in Tourismusgebieten verwendet (z. B. Alpenpanorama, Skigebiete). Wegen fehlender Maßstäblichkeit zählen sie zu den kartenverwandten Darstellungen.
- Historische Bildpläne von Städten und Landschaften (z. B. der von Friedrich Wilhelm Delkeskamp gezeichneten Bildkarte von Frankfurt 1864, Rheinpanorama seit 1822) auf Grundlage anschaulicher geographischer Darstellungen aus der Vogelperspektive durch die Parallelprojektion.
- Bildstadtpläne, z. B. Bollmann-Bildkarten, beziehen die dritte Dimension in die graphische Darstellung ein. Die Struktur der gezeichneten Karten entspricht herkömmlichen Stadtplänen, die Gebäude werden aber in Schrägsicht aus Vogelperspektive dargestellt.
- Thematische Karten, die naturalistische bildhafte Elemente als Hauptgestaltungselement verwenden. Z. B. in Kinderatlanten.